# دان إدواردز
دان إدواردز (بالإنجليزية: Dan Edwards)‏ هو لاعب كرة قدم أمريكية ولاعب كرة القدم الكندية أمريكي، ولد في 17 أغسطس 1926 في مقاطعة كولورادو في الولايات المتحدة، وتوفي في 7 أغسطس 2001 في غتسفيل في الولايات المتحدة.